# 藺市龍門橋
藺市龍門橋位於重慶市涪陵區藺市鎮梨香溪與長江的交匯處，文物遺址年代為清代，2009年12月15日列為第二批重慶市文物保護單位。